# TSV Eintracht 1863 Felsberg

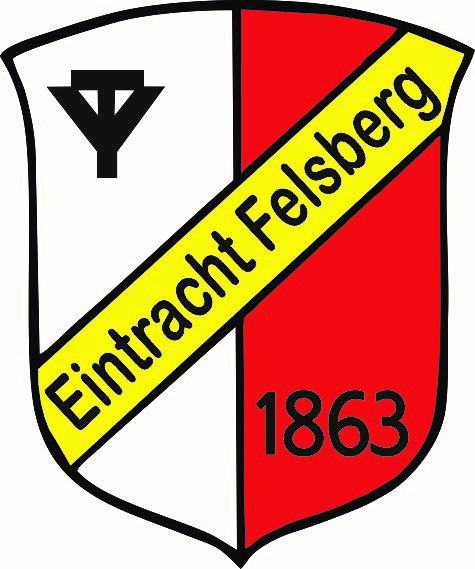
Vereinslogo

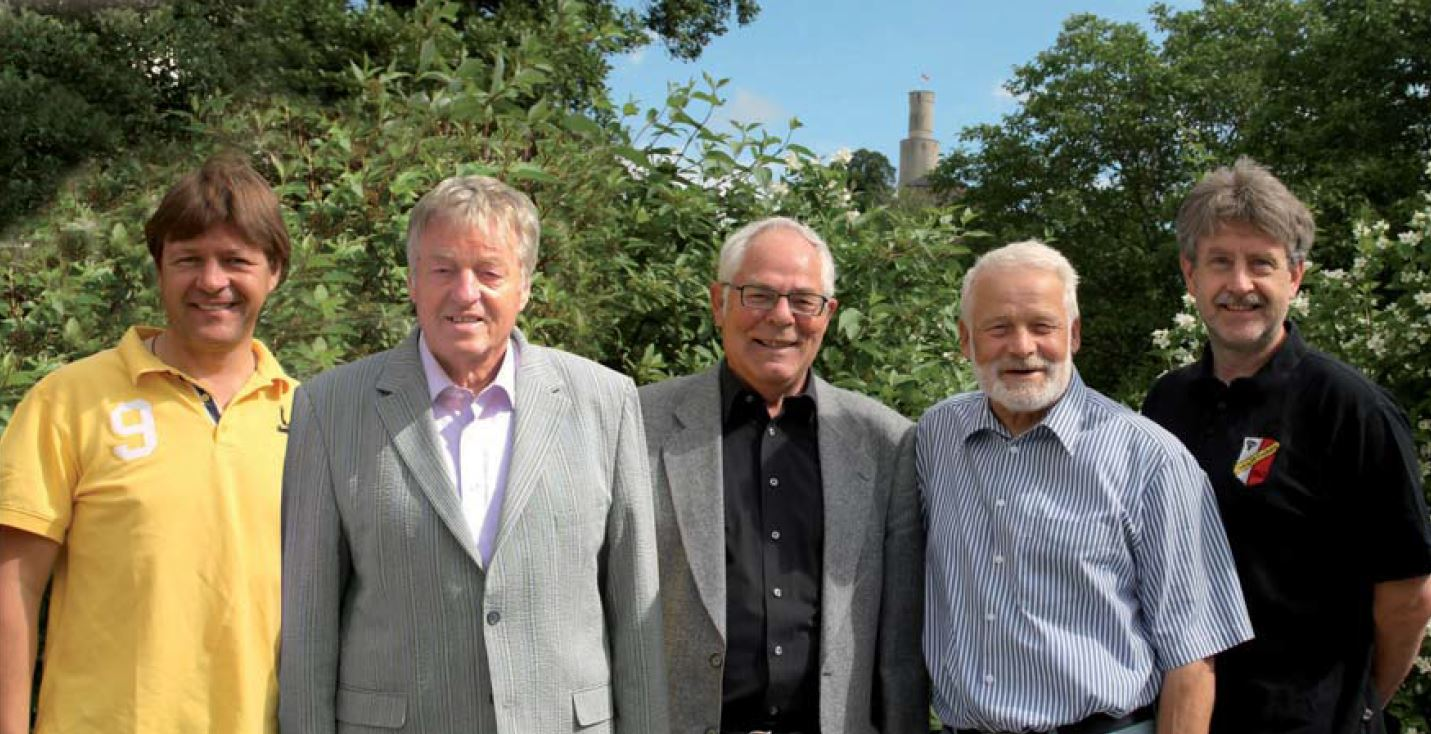
Stefan Schmid (rechts) im Jahr 2013 mit seinen Vorgängern Meinhard Clobes, Willi Wissing, Rainer Lindenberg und Dietrich Bürger

Der TSV Eintracht 1863 Felsberg ist ein Sportverein in der Stadt Felsberg im nordhessischen Schwalm-Eder-Kreis.

## Der Verein
Der Verein wurde im Jahr 1863 wurde als Turnverein gegründet. Das Gründungsdatum ist nicht exakt überliefert, wahrscheinlich war es der 11. März. Die Gründerväter, die sich ganz im Sinne von Turnvater Jahn der Körperertüchtigung mit geistiger Stärkung verschrieben hatten, wählten den Namen Eintracht.
Aktuell hat der Verein 810 Mitglieder und bietet in 12 Sparten die Möglichkeit der aktiven Betätigung.

## Die Vorsitzenden
Der Name des bei der Gründung gewählten 1. Vorsitzenden ist nicht überliefert. In den 1870er Jahren soll dann der Amtsanwalt Scheffer den Verein geführt haben. Im ersten Protokoll wird Stadtkämmerer Schaumburg als Vorsitzender genannt. Er stand bis 29. Oktober 1910 an der Spitze der Eintracht, gefolgt von Stadtsekretär Löber. Danach übernahm Schreinermeister Ludwig Schmidt das Amt, der es 1922 aus Altersgründen an den Turnbruder Hauptlehrer Richard Riemann abgab. Dieser führte 1927 die gelben Trikots bei den Handballern ein. Von 1934 bis 1938 war der bis dahin amtierende Oberturnwart August Wagner 1. Vorsitzender.
In den Kriegsjahren kam das Vereinsleben fast völlig zum Erliegen. Aber bereits am 22. November 1945, sechs Monate nach Kriegsende, trafen sich Felsberger Eintrachtler im Gasthaus zum Schwan zu einer Versammlung, um den Verein wieder neu ins Leben zu rufen. Karl Fülling wurde einstimmig zum 1. Vorsitzenden gewählt. Da der Name Eintracht nach den Bestimmungen der Alliierten nicht mehr geführt werden durfte, wurde vorübergehend die Bezeichnung Sportclub Felsberg gewählt. Im Jahre 1948 wurde dann wieder der alte Name „Turn und Sportverein Eintracht 1863“ Felsberg angenommen.
Nach einem Jahr der Aufbauarbeit trat Fülling seinen Vorsitz an Jean Meyfarth ab. Nachdem dieser 1947–1948 die Vereinsgeschäfte geführt hatte, übernahm Georg Richter den Vorsitz. 1951 übernahm Heinz Roepke die Leitung des Vereins bis 1965 und nach einer Zwischenlösung mit Hans Wagner, wieder von 1967 bis 1974. Danach begann die 15-jährigen Vorstandschaft von Willi Wissing. Meinhard Clobes war nur zwei Jahre im Amt, führte dabei aber die Handballer in die erfolgreiche Fusion mit dem Nachbarn TSV Jahn Gensungen. Rainer Lindenberg von 1991 bis 2002 und danach Dietrich Bürger bis 2007 schafften es, die Eintracht den veränderten gesellschaftlichen Strukturen anzupassen und mit immer neuen Ideen den Breitensport zu fördern. Nach einer schwierigen Phase ohne 1. Vorsitzenden gelang es 2010, die Führungsgremien zu verjüngen. Seitdem ist Stefan Schmid amtierender 1. Vorsitzender.

## Handball

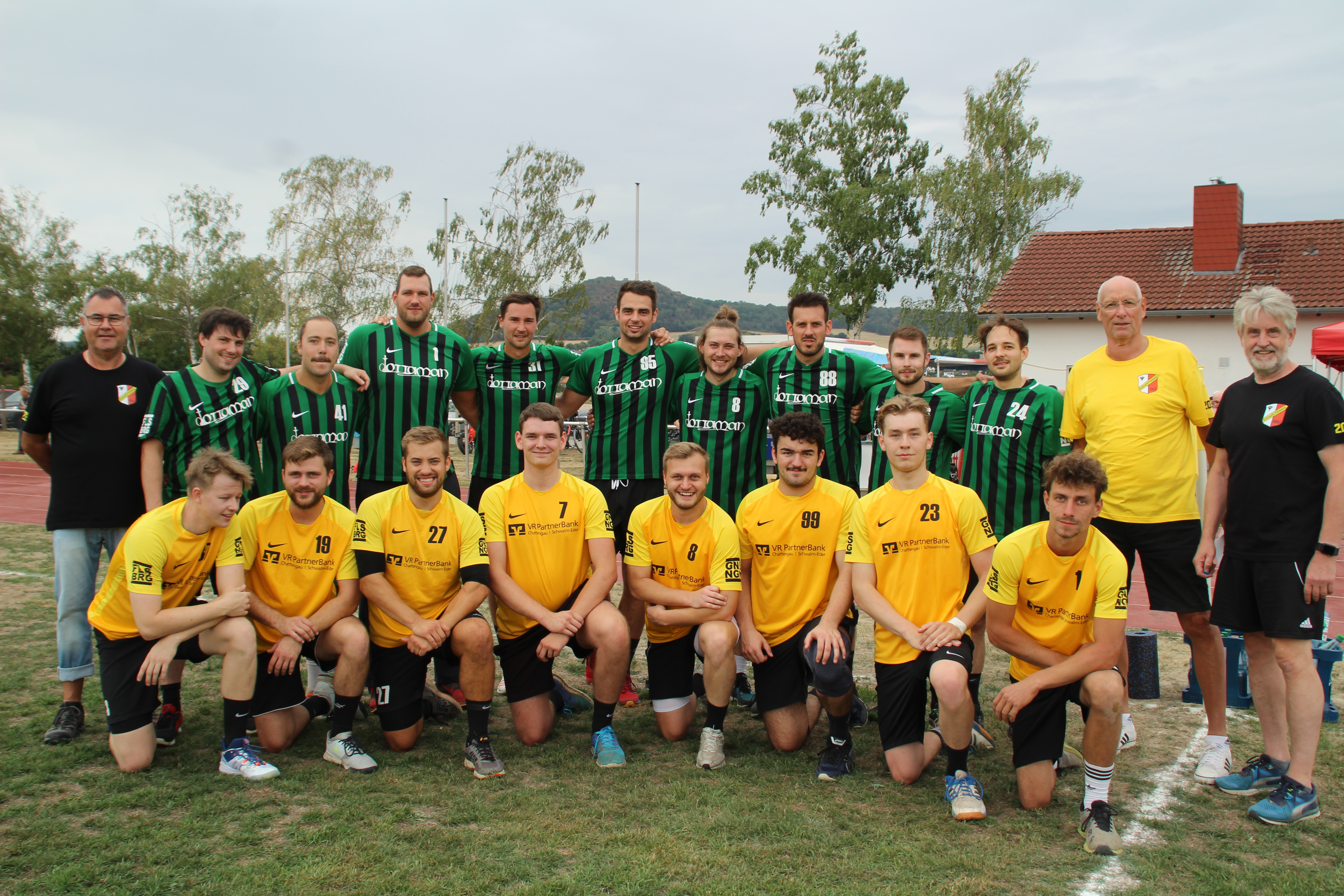
Großfeldhandball zum Jubiläum

Am 3. September 2022 feierte die Handballabteilung ihr 100-jähriges Bestehen.
Ende des Jahres 1921 wurde in Nordhessen der Grundstein der Sportart Handball in der Region gelegt. Im November wurde, als Training für das erste Wettspiel, zum ersten Male in Felsberg Handball gespielt. Gegen eine bereits eingespielte Mannschaft des Kasseler Lehrlingsheimes gab es eine knappe 0:1-Niederlage.
Als Meister des deutschen Turnkreises Oberweser nahm Felsberg 1927 an den Spielen um die mitteldeutsche Meisterschaft teil.
Erst in den 1960er Jahren gab es wieder nennenswerte Erfolge. Im Herbst 1964 wurde die A-Jugend Vize-Nordhessenmeister und brachte einige Talente hervor. So verstärkt konnte nach den beiden vergeblichen Anläufen 1957 und 1961, endlich 1966 das ersehnte Ziel erreicht werden. Felsberg wurde Handballbezirksmeister und Aufsteiger zur Verbandsliga.
Im Jahre 1968 stand die Felsberger Feldhandballmannschaft im Zenit ihres Erfolges. Am Ende der Serie stand die Meisterschaft der Verbandsliga Nord, verbunden mit dem Aufstieg zur Handball-Oberliga Süd-West, der zweithöchsten deutschen Spielklasse. Rechtzeitig zum 110-jährigen Bestehen der Eintracht, im Jahre 1973 wurde, als letzter Höhepunkt im Feldhandball, noch einmal eine Meisterschaft errungen. Als Staffelsieger der Verbandsliga Nord verpasste man jedoch in den Aufstiegsspielen gegen den TSV Griedel und den VfR Wiesbaden die Oberliga.
Der Abstieg aus der Oberliga 1970 steht als negativer Wendepunkt. 1974 erfolgte der Abstieg des letztjährigen Meisters aus der Verbandsliga in die Bezirksklasse und schon zwei Jahre später 1976 ging es weiter hinunter in die Kreisliga. 1978 wurde erstmals keine Seniorengroßfeldmannschaft gemeldet. Nur zehn Jahre nach dem größten Erfolg bedeutete dies das Ende des traditionsreichen Feldhandballs in Felsberg.
Um den Handballsport auf eine breitere regionale Basis zu stellen, kooperiert die Eintracht im Seniorenbereich schon seit 1990 mit dem Nachbarn TSV Jahn Gensungen als HSG Gensungen/Felsberg und in der Jugendarbeit mit dem TSV Eintracht Böddiger, Eintracht Brunslar, dem SV Melgershausen und Jahn Gensungen als JSG Dreiburgenstadt Felsberg.

## Tischtennis
In den 1950er Jahren tauchte zum ersten Male die Tischtennissparte in den Niederschriften des TSV Eintracht auf, jedoch löste sich die Sparte nach relativ kurzer Zeit wieder auf. 1963 wurde ein neuer Versuch gestartet. Durch kontinuierliches Trainieren reifte jetzt der Entschluss, sich mit Aktiven aus anderen Vereinen messen zu wollen und es wurde erstmals eine Mannschaft im Herrenbereich gemeldet. Im Laufe der Jahre steigerte sich die Zahl der Tischtennisbegeisterten und der Mannschaften in der Turnhalle der Mittelpunktschule. Durch die verbesserten Trainingsmöglichkeiten stieg das Niveau der Spieler so stark an, dass man in der Saison 1973/74 in die Gruppenliga aufstieg. Mit Recht durfte man nun vom Leistungssport sprechen. Über viele Jahre, bis 1985, führte Franz Weber die Geschicke der Sparte. In dieser Zeit wuchsen die Mitgliederzahl, die Anzahl der Mannschaften und die Spielstärke.
Die jahrelangen Bemühungen von Jugendwart Rudi Kuhn zeigten nun auch im Herrenbereich ihre Wirkung. So stieg man innerhalb weniger Jahre von der Kreisliga bis in die zweite Verbandsliga und 1994 dann in die erste Verbandsliga auf. Hierauf folgte, als erster Höhepunkt, sogar der Aufstieg in die Hessenliga. Ab 1997 setzte mit dem Wechsel der Spartenführung zu Gerhard Jericho eine größere Professionalisierung und damit verbunden eine weitere Leistungssteigerung ein. Im Jahr 2000 gelang der Aufstieg in die Regionalliga und 2004 in die 2. Bundesliga. Herausragender Akteur in dieser Zeit war der langjährige Herrennationalmannschaftstrainer und Ex-Nationalspieler Richard Prause.
Die 1. Mannschaft spielt seit Jahren erfolgreich in der Hessenliga.
Bei den Deutschen Tischtennis-Meisterschaften 2017 der Leistungsklassen in Nittenau (Oberpfalz) holte Andy Zimmermann im Doppel der A-Klasse den Deutschen Meistertitel.